# Перлофф, Марджори
Марджори Перлофф (англ. Marjorie Perloff, урождённая Габриэла Минц, нем. Gabriele Mintz; 28 сентября 1931, Вена, Австрия — 24 марта 2024, Лос-Анджелес, Калифорния) — американский филолог, специалист по поэзии XX—XXI веков. Доктор, эмерит-профессор Стэнфорда и Университета Южной Калифорнии, член Американского философского общества (2012). Была одним из ведущих поэтических критиков Америки.

## Биография
Родилась в семье австрийских евреев, в 1938 году вместе с семьёй через Швейцарию выехала в США. Училась в Оберлинском колледже, затем окончила в 1953 году Барнард-колледж; в том же году вышла замуж за Джозефа Перлоффа, впоследствии крупного американского кардиолога. Мать театрального режиссёра Кэри Перлофф. Продолжила своё образование в Католическом университете Америки в Вашингтоне, защитив в 1965 году диссертацию, посвящённую творчеству У. Б. Йейтса. Преподавала там же до 1971 года, затем до 1976 года профессор английской литературы в Мэрилендском университете, до 1986 года — профессор английской литературы и сравнительного литературоведения в Университете Южной Калифорнии. В 1986—2000 годах профессор Стэнфордского университета, ныне его именной (Sadie D. Patek Professor) эмерит-профессор — также, как и Университета Южной Калифорнии (Florence Scott Professor). В 2001 году вышла на пенсию и вернулась в Калифорнию, где продолжала исследовательскую работу в Университете Южной Калифорнии. Президент American Comparative Literature Association (1993—1995) и Modern Language Association (2006). Член Американской академии искусств и наук. Почётный доктор (2008). Отмечена International Humanities Medal Вашингтонского университета (2014).
Посвятив в начале своей научной деятельности книги творчеству Йейтса, Роберта Лоуэлла и Фрэнка О’Хары, Перлофф в дальнейшем уделяла преимущественное внимание тем или иным более радикальным течениям в американской поэзии: объективистам, поэтам Школы языка, продолжателям традиций футуризма, наследникам Эзры Паунда; русская поэзия не входила специально в фокус внимания Перлофф, однако она писала о стихах Аркадия Драгомощенко и Алексея Парщикова. В книгах Перлофф 1990—2000-х годах большое внимание уделяется нелинейным, дигитальным, мультимедийным формам существования поэзии.
Автор 15 книг. 
Умерла в своём доме в Пасифик-Палисейдс, Лос-Анджелес, 24 марта 2024 года в возрасте 92 лет.